# 梅斯 (印地安納州蒙哥馬利縣)
梅斯（英語：Mace）是位於美國印地安納州蒙哥馬利縣的一個非建制地區。該地的面積和人口皆未知。